# Székelyhidegkút
Székelyhidegkút (románul Vidacutu Român, németül Kaltenbrunnen) hajdani falu a mai Romániában Hargita megyében. Magyarhidegkút és Oláhhidegkút 1926-os egyesítéséből keletkezett.
A falu északi része Magyar-, nyugati része Oláhhidegkút. Jelenleg Hidegkút településrésze.

## Fekvése
Székelykeresztúrtól 13 km-re északnyugatra, a Hidegkúti-patak völgyfőjében fekszik. Etnikai különállása ma is fennáll.

## Története
1910-ben Oláhhidegkútnak 424, többségben román lakosa volt, jelentős magyar kisebbséggel.
Ortodox temploma 1868-ban épült a korábbi 1789-ből való templom helyébe. Református temploma 1910-ben épült.
1992-ben 341 lakosából 198 román és 123 magyar volt.